# Бибатырова, Гайникен Айдархановна
Гайникен Айдархановна Бибатырова (каз. Ғайникен Айдарханқызы Бибатырова; род. 15 октября 1934, Бурлютобинский район, Талды-Курганская область, Казахская ССР, СССР) — советский и казахский государственный и общественный деятель, учёный. кандидат исторических наук (1973), заслуженный деятель Казахстана (2004).

## Биография
Родилась 15 октября 1934 года в селе Кокжиде Бурлитобинского района Талды-Курганской области.
В 1952 году окончила Алма-Атинское женского педагогического училища им. М. Маметовой.
В 1957 году окончила исторический факультет Казахского государственного университета им. Кирова.
В 1973 году окончила общественную академию при ЦК КПСС по специальности политик.
Трудовую деятельность начала в 1957 году заместителем секретаря комитета комсомола Казахского государственного университета им. С. М. Кирова.
С 1957 по 1959 годы — второй, первый секретарь Фрунзенского райкома ЛКСМ Казахстана, г. Алма-Ата.
С 1959 по 1963 годы — второй, первый секретарь Алма-Атинского горкома ЛКСМ Казахстана.
С 1963 по 1965 годы — секретарь Алма-Атинского обкома ЛКСМ Казахстана.
С 1965 по 1966 годы — первый зам. председателя Советского райисполкома г. Алма-Аты.
С 1966 по 1970 годы — второй секретарь Калининского райкома партии.
С 1973 по 1986 годы — секретарь Джамбульского обкома партии.
С 1986 по 1988 годы — заместитель министра культуры Казахской ССР.
С 1988 по 1991 годы — начальник Главного управления по охране государственный тайн в печати при Совмине Казахской ССР.
С 1992 года — директор Дома учёных Министерства образования и науки Республики Казахстан.
Член райкома, горкома, обкома, ЦК комсомола Казахстана, делегат 14-го съезда ВЛКСМ, 9, 10-го съездов комсомола Казахстана.

## Награды
- 1976 — Орден Трудового Красного Знамени
- Награждена многочисленными правительственными и юбилейными медалями СССР.
- Награждена почётными грамотами Верховного Президиума Казахской ССР и СССР.
- 2004 — Почётные звания «Заслуженный деятель Казахстана» за вклад в социально-экономическое и культурно-гуманитарное развитие государства.[1][2]
- 2011 — Почётный гражданин Жамбылской области[3]
- Награждена благодарственным письмом Президента Республики Казахстан и золотым знаком и др.
- 2016 — Медаль «25 лет независимости Республики Казахстан»[4]
- 2019 — Указом Президента Республики Казахстан от 29 ноября 2019 года награждена Орденом «Парасат».[5]